# System informatyczny Ewidencja Spraw Karnych Skarbowych
Ewidencja Spraw Karnych Skarbowych – państwowy, specjalny i administracyjny system informatyczny utworzony na podstawie Zarządzenia Nr 3 Ministra Finansów w sprawie rejestracji przez Urzędy Celne oraz Izby Celne spraw o przestępstwa skarbowe i wykroczenia skarbowe w systemie informatycznym „Ewidencja Spraw Karnych Skarbowych” z 8 stycznia 2009 r.
Jako zintegrowana baza informacji funkcjonuje od początku października 2009 r. Początkowo testowany był w kilku Urzędach Celnych.
System ten powołany został w oparciu i na podstawie prawnej, jaką jest art. 34 ust. 1 i 2 Ustawy o Radzie Ministrów z 8 sierpnia 1996 r. (Dz.U. z 2022 r. poz. 1188). Minister finansów zarządził, iż na potrzeby rejestracyjne i w celu zapewnienia efektywnego sposobu rejestrowania przez Urzędy Celne oraz Izby Celne spraw o przestępstwa skarbowe i wykroczenia skarbowe, wprowadzenie jednolitego systemu informatyczny w postaci Ewidencji Spraw Karnych Skarbowych (tzw. System Informatyczny ESKS).
W jego skład wchodzą:
1. RKS – Rejestr Karny Skarbowy prowadzony w UC,
2. RKSn – Rejestr Karny Skarbowy spraw prowadzonych, w trybie nadzoru, w IC,
3. EM – Ewidencja Mandatów prowadzona w UC.

Wszystkie one (RKS, RKSn oraz EM) stanowią rejestry ESKS.
Powyższe rejestry prowadzone są przez właściwe komórki organizacyjne UC oraz IC, zgodnie z ich Regulaminami organizacyjnymi. Nadzór nad prawidłowością wprowadzania danych do rejestrów ESKS sprawuje kierownik komórki organizacyjnej, w której prowadzone są poszczególny rejestry.

## Specyfika prowadzenia Rejestrów ESKS
Rejestry ESKS prowadzone są dla każdego roku kalendarzowego, z zachowaniem kolejności wpisów spraw w ciągu roku. Sprawy, które do ww. roku nie zostały załatwione, nie są przenoszone do rejestru dotyczącego kolejnego roku kalendarzowego.
Sprawy powyższe wpisuje się do rejestru ESKS z datą i w kolejności, w jakiej wpłynęły w postaci dokumentów stanowiących podstawę wpisu.
Następnie, wpis dotyczący danej sprawy uzupełnia się niezwłocznie po uzyskaniu informacji podlegających wpisowi.
Oznaczenie sprawy jako zakończonej następuje po wykonaniu przez właściwą komórkę organizacyjną odpowiednich czynności powodujących zakończenie sprawy.

## Funkcjonowanie Systemu
Dane zgromadzone w Systemie ESKS są podstawą do przetwarzania i opracowywania informacji dla celów statystycznych.
W przypadku awarii Systemu ESKS dokonuje się retrospektywnego wprowadzenia danych niezwłocznie po usunięciu awarii. W Systemie ESKS tworzone są kopie zapasowe zgromadzonych danych, w celu ich zabezpieczenia przed utratą.